# Галеацо Ћано
Галеацо Ћано (итал. Galeazzo Ciano; Ливорно, 18. март 1903 — Верона, 11. јануар 1944) је био италијански политичар и дипломата.
У октобру 1922. учествовао је у фашистичком „Походу на Рим“, да би потом ушао у дипломатску службу. Године 1930. постао је Мусолинијев зет, што му је помогло да направи брзу политичку каријеру: 1935. постао је министар за пропаганду и члан Великог фашистичког већа, а 1936. министар спољних послова. Следећи Мусолинијеве директиве, водио је политику што тешње сарадње између Италије и Немачке ради експанзије Италије на Балкан и Средоземље.
За време боравка у Кини упознао је Волис Ворфилд, будућу супругу Едварда VIII. Верује се да је она затруднела са Ћаном, а трудноћу окончала побачајем.
На седници Великог фашистичког већа 24. јула 1943. гласао је за резолуцију која је отворила пут рушењу Мусолинија. Након капитулације Италије покушао је да побегне из земље, али је ухваћен, предан суду фашистичке Италијанске Социјалне Републике, која је успостављена у Северној Италији под немачком окупацијом и стрељан.
После рата објављени су његови мемоари у две књиге: „Дневник“ и „Европа према катастрофи“, а представљају врло важан извор за историју.